# Cap Passero
Le cap Passero (en italien : Capo Passero) est le cap le plus au sud-est de la Sicile, en Italie.

## Histoire
L'endroit est connu pour la bataille navale livrée le 11 août 1718 au large du cap Passaro entre la Grande-Bretagne et l’Espagne lors de la guerre de la Quadruple-Alliance (1718-1720). 